# Петер Дістль
Петер Дістль (угор. Disztl Péter; нар. 30 березня 1960, Байя, Угорська Народна Республіка) — угорський футболіст, воротар, нині тренер.

## Клубна кар'єра
Виступав за угорські молодіжні клуби «Бая» та «Відеотон». Першим професійним клубом був «Відеотон». У команді грав з 1979 року по 1987 рік. У сезоні 1984/1985 років Пітер став фіналістом Кубка УЄФА, тоді «Відеотон» у фіналі поступився мадридському «Реалу» із загальним рахунком 1:3. При чому в другому матчі угорці виграли 1:0. А саме Петер Дістль врятував пенальті від Хорхе Вальдано в перші хвилини другого матчу на «Сантьяго Бернабеу».
Пізніше Дістль грав за «Гонвед», німецькі «Рот-Вайсс» з Ерфурта і «Лейпциг». Якраз ці виступи припали на кардинальні зміни в німецькому чемпіонаті. Перший рік виступу припав на заключний чемпіонат колишньої Ліги Німецької Демократичної Республіки у вже возз'єднаній країні, а другий — у другому дивізіоні Бундесліги. У 1993 році переїхав до Малайзії, де виступав за команду «Селангор». Потім повернувся на батьківщину, де грав за БВШЦ, «Дьйор», «Веспрем», «Пармалат» та «Халадаш».
Завершив кар'єру Петер Дістль у 37-річному віці в клубі «Мечек Печ» у 1997 році.

## Виступи за національну збірну
У національній збірній Угорщини Дістль грав майже десятиріччя з 1984 року по 1993 рік. За цей час він зіграв 37 матчів. Разом з командою брав участь у чемпіонаті світу 1986 року в Мексиці. Тоді Угорщина не змогла вийти з групи, посівши 3-е місце. Вона поступилася футбольним командам СРСР і Франції, але випередила Канаду.

## Робота тренера
Після завершення кар'єри гравця Дістль працював тренером воротарів у клубах — «Відеотон», «Елоре», «Вашаш» та збірної Угорщини. З 2007 року працює в «Академії Ференца Пушкаша».

## Досягнення
- Чемпіон Угорщини (2): 1987/1988, 1988/1989
- Фіналіст Кубка УЄФА (1): 1984/1985